# Фуруяма Моромаса
Фуруяма Моромаса (яп. 古山師政, годы творчества 1688—1735) — японский художник, мастер раннего периода развития искусства укиё-э.

## Биография и творчество
О жизни художника сохранилось мало подробностей. Он родился в Эдо, его отцом был художник Фуруяма Моросига, а дедом — Хисикава Моронобу, но Моросига разработал собственное художественное направление, школу Фуруяма.
Моромаса Фуруяма создавал свои композиции в стили уки-э, вдохновившись китайскими гравюрами мэганэ-э. Фуруяма в перспективных работах изображал интерьеры домов находящихся в квартале Ёсивара. Особенностью его гравюр было то, что он равносильно прорабатывал и передний и дальний план. Это позволяло рассматривать даже мельчайшие элементы интерьеров.
Моромаса был активен до середины XVIII века, также он был автором сочинений о гравюрах.